# 雲南龍屬
雲南龍屬（屬名：Yunnanosaurus）是蜥脚形类恐龍的一屬，生存於侏儸紀早期到中期；雲南龍是最晚存活的基础蜥腳形亞目恐龍之一。雲南龍目前已知兩個有效種，其中最大的一種身長可達7公尺，而高度可從2公尺到3公尺。

## 發現
雲南龍的第一個標本發現於中國雲南省的祿豐組下層，是由王存義、楊鍾健所發現。目前已在當地發現超過20個骨骸，包括2個頭顱骨。

## 齒列
雲南龍的牙齒呈現出自行磨尖的現象，這在基础蜥腳形亞目中相當獨特。雲南龍的頜部有超過60顆匙狀的尖銳牙齒。科學家們認為雲南龍的牙齒比其他原蜥腳類的牙齒先進，具有蜥腳下目的特徵。
然而，科學家們認為雲南龍在種系發生學上並沒有與蜥腳下目較為親近，因為牠們的身體構造明顯地屬於基础蜥腳形亞目。雲南龍與蜥腳下目的齒列相似處，可能是個趨同演化的例子。

## 分類
模式種是黃氏雲南龍（Y. huangi），是由楊鍾健在1942年所命名，他建立了雲南龍科來包含雲南龍，但這科目前只有雲南龍一屬，有時還有金山龍。在1951年，楊鍾健命名了第2個種巨碩雲南龍（Y. robustus），但這個種已被包含於模式種之內。這個分類上的混淆導因於最早的標本是未成年個體，而巨碩雲南龍的標本是完全成長的個體。
在2007年，吕君昌與他的同事敘述了另外一個種楊氏雲南龍（Y. youngi），種名是紀念楊鍾健為名。除了骨骸上的差異，楊氏雲南龍身長13公尺，大於身長僅7公尺的黃氏雲南龍；在化石記錄中，楊氏雲南龍晚於黃氏雲南龍，約生存於中侏儸紀。